# Peggy of Castletown
Peggy est une chaloupe armée construite en 1789 pour George Quayle (1751 à 1835), MHK, un éminent homme politique et banquier de l'île de Man. Elle est le plus ancien Manx craft subsistant et l'un des rares bateaux survivants construits au XVIIIe siècle.
Il est classé bateau historique depuis 1996 par le National Historic Ships UK  et il est inscrit au registre du National Historic Fleet.

## Histoire
Plus de cent ans après la mort de Quayle, Peggy a été abandonné dans son hangar à bateaux et a été oublié. L'intérêt pour cette embarcation a augmenté au cours du XXe siècle, et après la Seconde Guerre mondiale, elle a été donnée à la population de l'île Man entretenue par la Manx National Heritage. Elle reste conservée dans la remise à bateaux, qui fait maintenant partie du Nautical Museum in Castletown.
C'est un bateau en bois, à bordages à clin, gréé en goélette avec un beaupré. L'ensemble de ses espars est conservé avec elle, ainsi que ses armements (six canons et deux pièces de chasse en poupe et l'engrenage d'enroulement pour la hisser dans le hangar. C'est l'exemplaire le plus ancien survivant de ce type d'embarcation. Une correspondance entre George Quayle et son frère, détenu par le Manx National Archive , décrit une expédition de 1796 au lac de Windermere, sa victoire dans une régate.
Peggy a été visité trois fois, d'abord par P.J. Oke en 1935 de la Société pour la recherche nautique (dessins au National Maritime Museum de Greenwich), puis par M. Richard Cowley de d'île de Man, et plus récemment en 1968 par D.K. Jones à la demande du Manx National Heritage. Basil Greenhill, alors directeur du Musée national de la Marine, a pris un vif intérêt pour cette embarcation. Peggy est maintenant reconnu comme un navire de renommée internationale, inscrit au registre de la National Historic Fleet.

## Conservation
À la mort d'Emily Quayle en 1935, Peggy et son hangar sont légués à la nation Manx. En 1950, avec l'aide de la Carnegie Trust, le Manx Museum and National Trust a entrepris la restauration mineure du bateau et du hangar, et ouvert le site aux visiteurs. Peggy avait été posée sur son flanc droit contre le sol humide pendant 150 ans. Sa quille, le gouvernail et deux virures ont été remplacés (la quille d'origine reste en exposition dans le hangar). Elle a ensuite été peinte à l'intérieur et à l'extérieur.
Peggy est remarquablement bien conservé et les enquêtes récentes indiquent que toutes ses couches de peinture originales sont intactes et que bien plus de 95 % de ses bois et ses fixations datent du XVIIIe ou du début du XIXe siècle. Néanmoins, les conditions humides dans la remise à bateaux, qui est soumise à des inondations de marée, ont fait des ravages. Elle est entièrement fixée avec du fer et la plupart de ses rivets de coque sont complètement rouillés.
Manx National Heritage a lancé un programme de restauration visant à sa stabilisation et à long terme à sa préservation. La première étape, en 2013, a été le remplacement des accessoires et cadres par un nouveau berceau conçu à l'aide d'un relevé laser de la coque. Puis, en 2014, les fouilles archéologiques ont révélé un quai privé bien conservé construit pour Peggy, datant d'entre 1802-1804. En janvier 2015, le bateau a été enlevé de la remise à bateaux pour la première fois en deux cents ans, et mis dans une nouvelle installation propice à sa conservation et à son étude. En temps voulu, Peggy retournera à son domicile à Castletown.